# Giulio Grablovitz
Giulio Grablovitz (Trieste, 1846 – Isola d'Ischia, 1928) è stato un sismologo e vulcanologo italiano, ideatore della vasca sismica e primo direttore di un Osservatorio geodinamico in Italia, studioso della fisica terrestre e celeste.

## Biografia
Nacque a Trieste nel 1846, quando questa era ancora parte dell'Austria. Ottenne la cittadinanza italiana all'età di trent'anni. In quanto studioso di fisica terrestre e cosmica ottenne dopo la catastrofe del terremoto di Casamicciola del 1883 la possibilità di fondare e dirigere il nuovo e all'avanguardia Osservatorio geodinamico di Casamicciola (Ischia). L'attività di Grablovitz affrontava vari rami della geofisica, ma più particolarmente la sismometria. Poiché a quei tempi gli strumenti sismici erano primitivi e per lo più avvistatori empirici, i risultati erano grafici confusi, indecifrabili e che scientificamente rappresentavano pressoché nulla. Fu lui allora ad indicare la giusta via per ottenere dei sismogrammi leggibili; sostenendo il principio del punto fermo e delle tre componenti: due orizzontali, la terza verticale. Divise gli apparecchi tra quelli per onde rapide e quelli per onde lente. Per determinare le onde rapide destinava i già esistenti pendoli verticali corti (modelli Cecchi e Brassart e alla registrazione delle onde lente destinava i livelli geodinamici ed un apparato da lui stesso ideato e cioè la vasca sismica. Adattò a registratori i pendoli orizzontali del Rebeur Paschwitz, riuscendo così a catturare con un solo apparecchio le onde sismiche di svariate lunghezze.
I suoi pendoli orizzontali furono gli antenati dei sismografi moderni.
Il prof. Grablovitz affermava che senza strumenti precisi e senza un tempo cronometrico, i diagrammi più perfetti perdessero nove decimi della loro utilità. Precisione che riuscì ad ottenere, prima dell'invenzione della radio, autocostruendosi degli orologi solari. Costruì planisferi, ossia carte geografiche mondiali per un uso geodinamico, le quali danno le distanze e le direzioni azimutali dei vari luoghi da servire alla determinazione della distanza epicentrale. Studiò anche la deformazione periodica della parte solida del globo terrestre dovuta all'attrazione luni-solare, e il problema non meno complicato dei bradisismi. Fu molto attivo anche nel campo della maree. Contribuì con numerose pubblicazioni e con l'impianto di un mareografo, tipo Thomson, a Porto d'Ischia.
Correlò grazie anche a questi studi i movimenti dell'Isola d'Ischia con il bradisismo di Pozzuoli.
Gli stava a cuore vedere confermata una sua giovanile teoria secondo la quale nelle maree entrano in modo preponderante le oscillazioni del suolo impresse nei punti più flessibili delle crosta terrestre dall'attrazione del sole e della luna.
Studiò anche le acque minero-termali dell'Isola d'Ischia, soffermandosi in particolare sulla relazione tra maree e temperatura delle acque a livello del mare.